# ميليسا بلوك
ميليسا بلوك (بالإنجليزية: Melissa Block)‏ هي مقدمة برامج إذاعية وصحفية أمريكية، ولدت في 1962.